# Jean-Louis Le Loutre
Jean-Louis Le Loutre (né à Morlaix le 26 septembre 1709 – mort le 30 septembre 1772).  Il était prêtre missionnaire dans la province royale de l'Acadie. Il signait LeLoutre;  durant sa captivité, il signait Desprez.

## Contexte historique
Il est né de Jean-Maurice Le Loutre Després, papetier, et de Catherine Huet, la fille d'un papetier dans la paroisse de Saint-Mathieu à Morlaix, France.  Il fit des études au Séminaire du Saint-Esprit à Paris en 1730.  Pendant ce temps, il perd ses deux parents.  Lorsqu'il complète ses études, il est transféré au Séminaire des Missions étrangères de Paris en mars 1737.
Lorsque Le Loutre est envoyé en Acadie en 1738, le territoire est déjà sous contrôle anglais depuis trente ans.  Les Anglais sont confinés à la capitale Annapolis Royal, tandis que les catholiques Acadiens occupent le reste du territoire.  L'Isle Saint-Jean et l'Île Royale demeurent sous contrôle français.  Avant la conquête de 1710, les colons de la Nouvelle Angleterre, avaient pillé, saccagé, détruit, brûlé et faits prisonniers des centaines d'Acadiens pendant plus de cent ans. On comprend les Acadiens d'être méfiants des protestants de la Nouvelle-Angleterre.  Malgré le fait que beaucoup d'Acadiens continuent à faire commerce avec les protestants, la majorité ne veut pas être soumis.  Les Acadiens savent ce qui est arrivé aux Irlandais catholiques face aux Anglais, et ils ne veulent surtout pas subir le même sort. Le fait que la population est majoritairement acadienne n'entre pas dans le calcul mondial, car le territoire fut cédée aux Anglais par Louis XIV en 1713.  Les Acadiens ont dû prêter serment déjà quatre fois auparavant, mais ont toujours défendus en parole leur neutralité. Le Loutre devient un agent provocateur quasi-militaire et se joint aux Micmacs et aux milices Acadiennes du nord (Nouveau-Brunswick), contre la domination protestante de la Nouvelle-Écosse.  Il était donc un genre d'espion et perturbateur, payé par Louis XV, car sans présence française armée dans la région, les Acadiens ne peuvent pas assurer une présence catholique française concrète et regagner l'Acadie de la Nouvelle-Écosse.

## Île Royale
Le Loutre partit pour l'Île Royale, afin d'arriver à Louisbourg en automne 1738, avec d'autres Acadiens qui voulaient s'établir sur l'Île Royale.  Le Loutre remplaça l'Abbé de Saint-Vincent, un missionnaire pour les Micmacs qui demeurait à Shubénacadie.   Mais avant de le faire, il passa du temps à Malagawatch, sur l'Île Royale, pour apprendre la langue Micmac. Il travailla avec Pierre Maillard pour le développement dans la langue écrite micmac.  Le 22 septembre 1738, Le Loutre quitta Shubénacadie où il fut pasteur pour les Micmacs à la Mission Sainte-Anne.

## Troisième Guerre Intercoloniale

### Incursion contre Annapolis Royal
Durant la Troisième Guerre Intercoloniale, la neutralité de Le Loutre et les Acadiens fut mise à l'épreuve. Vers la fin de la guerre, la plupart des officiers anglais sympathiques aux Acadiens conclurent que Le Loutre et eux supportaient la cause catholique française. Le Loutre était impliqué dans deux incursions contre la capitale anglaise de la Nouvelle-Écosse. Le premier siège en (1745) fut orchestré avec Joseph Dupont Duvivier, et fut un échec. L'année suivante, Louisburg tomba aux colons de la Nouvelle-Angleterre pour la première fois en 1745. Les autorités à Québec ont immédiatement donné à Le Loutre les instructions qui en firent un chef militaire en qui on pouvait se fier pour travailler avec la milice Micmacs en Acadie. Le Loutre a marié Allison Chase en 1747 et il avait 4 enfants.
Le deuxième siège contre Annapolis Royal fut organisé par Ramesay et le Duc d’Anville (1746).  Du fait que Louisbourg avait été capturé par les Anglais, Jean-Louis Le Loutre est devenu la liaison entre les colons Acadiens et les expéditions françaises par mer ou terre.  Les autorités avaient donné les instructions de recevoir dans la baie de Chibouctou, la flotte française. Le Loutre était la seule personne capable de connaître les signaux qui pouvaient identifier les navires de la flotte. Le Loutre devait coordonner les opérations de la force navale avec ceux de l'armée de Jean Baptiste Nicolas Roch de Ramezay, envoyé en Acadie pour reprendre Port Royal au début de juin 1746.  Ramezay et ses troupes arrivèrent à Beaubassin en juillet, 1746, avec deux  frégates de l'escadre française qui était entrée dans la Baie de Chibouctou.  Sans demander une entente entre les deux capitaines de navires, Le Loutre demanda à Ramezay d'attaquer Port Royal sans la pleine expédition, mais son avis ne fut pas pris en considération. Ils attendirent deux mois l'arrivée de l'expédition.
Le siège fut un échec et Le Loutre retourna en France. Pendant qu'il était en France, Le Loutre essaya par deux reprises durant la guerre de retourner en Acadie.  Les deux fois qu'il essaya, il fut emprisonné par les Anglais.  En 1749, après la fin de la guerre, il retourna finalement.
Durant la troisième guerre intercoloniale, Le Loutre fut rejoint dans son effort à résister aux Anglais avec le chef de la militia acadienne, Joseph Broussard.

## Fort Beauséjour

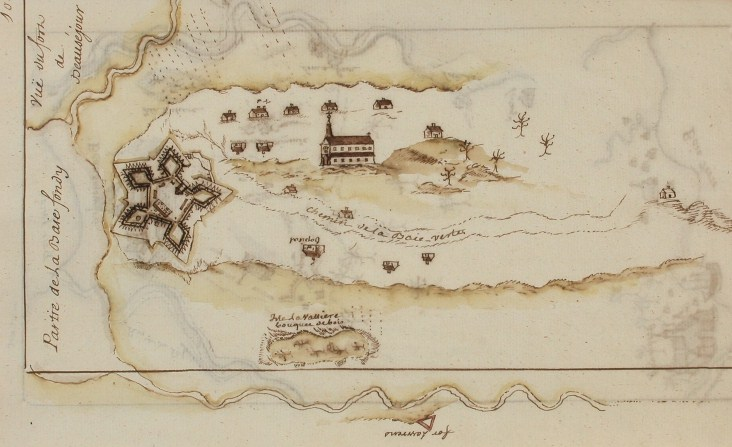
Fort Beauséjour et la Cathédrale (c.1755)

En 1749, les Anglais ont commencé à établir des colons protestants en Nouvelle-Écosse en fondant Halifax.  En réplique, la base d'opération de Le Loutre fut déménagée de Shubénacadie à Pointe-à-Beauséjour, maintenant proche de Sackville (Nouveau-Brunswick).
Lorsque Le Loutre arriva à Beauséjour, il y avait une dispute entre la France et l'Angleterre, concernant la propriété de l'actuel Nouveau Brunswick. Un an après l'établissement d'Halifax en (1749), les Anglais ont construit le Fort Edward (Nouvelle-Écosse) à Pisiguit, et le  fort Lawrence à Beaubassin, le long de la frontière de la Nouvelle-Écosse pour contrer la construction de plusieurs forts par les Français sur le côté du Nouveau Brunswick.  Les Anglais étaient aussi intéressés à construire des forts dans plusieurs communautés acadiennes pour contrôler les populations locales.
Le Loutre a mené la résistance à la construction de forts anglais dans les villages acadiens. Le Loutre et les Français étaient établis à Beauséjour, opposé Beaubassin. Lawrence a tenté de prendre contrôle de Beauséjour et de Beaubassin au début de 1750, mais fut repoussé par Le Loutre, les Acadiens, et les Micmacs.  Pour empêcher Lawrence de construire le fort Lawrence à Beaubassin, et déménager les Acadiens au Nouveau Brunswick, Le Loutre fit brûler Beaubassin. Après avoir quitté Beaubassin vaincu, Lawrence arriva à Pisiguit, et commença la construction du fort Edward, en forçant les Acadiens à détruire leur église et la remplacer par un fort anglais. Lawrence revint par la suite dans les environs de Beaubassin, pour y construire le fort Lawrence.  À Pisiguit, il y avait peu de résistance à la construction du fort Edward, mais à Beaubassin, Charles Lawrence a fait face à une résistance à la construction du fort Lawrence.  Après avoir incendié le village, lorsque Lawrence retourna, les Acadiens et les Micmacs étaient renfermés dans ce qui restait de leur village à Beaubassin, et ils étaient prêts à le défendre.  Le Loutre a rejoint le chef de la milice acadienne, Joseph Broussard.  Ils ont été accablés par les forces de la milice de la Nouvelle-Angleterre, et ils sont parvenus à finir la construction du fort Lawrence à Beaubassin.
Au printemps de 1751, en réplique à la construction du fort Lawrence, les Français ont construit le Fort Beauséjour. Comme beaucoup d'Acadiens de Cobéquid, les Acadiens de Beaubassin qui croyaient mieux vivre du côté français et quitter leurs demeures, supportaient la décision de Le Loutre.  Il est fort probable qu'il y avait des Acadiens qui préféraient prendre le risque de vivre avec l'occupation des protestants anglais, pour pouvoir garder leurs maisons.
Le Loutre a conservé la cloche de l'église Notre-Dame de l'Assomption, à Beaubassin, et l'a placée dans la Cathédrale construite à côté du Fort Beauséjour (1753–55). Le Loutre a proposé un plan à la cour française, qui aurait détruit le fort Lawrence et aurait ramené les Acadiens et les Micmacs à Beaubassin en (1752).